# Der Lampenschirm
Der Lampenschirm ist der Titel einer von Curt Goetz 1911 verfassten Komödie.
Der Titel soll bewusst willkürlich wirken, denn das Stück ist ein Nicht-Stück, worauf auch der Untertitel anspielt: „Kein Stück in drei Akten“.
Das Stück wurde am 19. Januar 1925 in den Berliner Kammerspielen am Deutschen Theater uraufgeführt.

## Handlung
Der Protagonist, der Lebemann Hans Karl gibt vor, das Stück, in dem er mitspielt, gerade zu schreiben und versucht redlich, es nicht zu schreiben, d. h. keine Handlung zu produzieren. Dadurch erscheint das Stück großteils als theateraffines Geblödel, das sich durch den warmherzigen und klugen Humor auszeichnet, den das Publikum von Curt Goetz erwartet. Der Inhalt mag antiquiert erscheinen, ist aber intelligent geschriebenes Theater. Curt Goetz zeichnet ein kabarettistisches Sittengemälde des wilhelminischen Berlins.

## Zitat
„Dazu eine Heirat, die keine wurde, eine Verlobung, die auseinander ging, ein Intendant, der keiner war und dann mal wieder einer war, ein Bettler, der nicht betteln, und ein Komiker, der nicht lachen kann – wie ich daraus kein Stück machen soll, ist mir schleierhaft.“